# Тинга
Тинга (13. јануар 1978) бивши је бразилски фудбалер.

## Каријера
Током каријере играо је за Гремио Порто Алегре, Интернасионал, Борусија Дортмунд, Крузеиро и многе друге клубове.

## Репрезентација
За репрезентацију Бразила дебитовао је 2001. године. За национални тим одиграо је 4 утакмице.

## Статистика
| Бразил | Бразил | Бразил |
| Год.   | Ута.   | Гол.   |
| ------ | ------ | ------ |
| 2001   | 2      | 0      |
| 2002   | 0      | 0      |
| 2003   | 0      | 0      |
| 2004   | 0      | 0      |
| 2005   | 0      | 0      |
| 2006   | 1      | 0      |
| 2007   | 1      | 0      |
| Укупно | 4      | 0      |